# سندرم پیک‌ویکن
سندرم پیک ویکن ( Pickwickian syndrome) یا هیپوونتیلاسیون ناشی از چاقی یکی از عوارض چاقی شدید است که در آن تعداد یا عمق تنفس بیمار ناکافی است (تنفس کند یا سطحی) . در این سندرم چاقی ، سطح دی اکسیدکربن خون بالاتر از نرمال و سطح اکسیژن خون پایینتر از طبیعی مشاهده میشود. بیمار گاه نارسایی قلبی و تورم اندام تحتانی نیز دارد.